# Mike Muir
 (octobre 2014).
Le contenu est difficilement compréhensible vu les erreurs de traduction, qui sont peut-être dues à l'utilisation d'un logiciel de traduction automatique.
Pour les articles homonymes, voir Muir.
Mike Muir est le chanteur de trois groupes californiens : deux groupes de crossover thrash, Suicidal Tendencies et Los Cycos (en), et un de funk metal, Infectious Grooves.
Il a également publié plusieurs albums solo sous le pseudonyme de Cyco Miko.

## Biographie

### Vie personnelle
Né à Venice, en Californie, et élevé à Santa Monica, Mike Muir est le frère cadet de Jim Muir de l'équipe de skate Dogtown. Jim a initié Mike à la musique métal, ainsi qu'au skateboard. Muir entre au Santa Monica College après avoir été expulsé de l'école en 10e année. En 2003, Muir a eu son premier accident, suivi de deux interventions chirurgicales, une au dos, et l'autre pour une hernie discale. L'autre, en 2005, lui a imposé d'annuler les dates de festivals brésiliens et les concerts de son groupe,. Muir est marié et père de trois enfants, et au début de 2011, il est retourné aux États-Unis après une courte période de séjour dans le Queensland, en Australie .
Sa maison a été qualifiée de "maison de l'horreur" sur la chaîne Discovery Channel, lors de l'émission Monster House .

### Carrière musicale
Muir a cité comme des influences musicales les groupes The Sex Pistols, The Ramones, Black Sabbath, UFO, AC / DC, Van Halen, Emerson, Lake & Palmer, Led Zeppelin, et a déclaré avoir été introduit à la funk musique par son ancien collègue Robert Trujillo . Muir a incorporé des influences funk dans quelques chansons de Suicidal Tendencies et dans son autre groupe de funk metal Infectious Grooves .

#### Suicidal Tendencies
Muir a formé Suicidal Tendencies en 1981 quand il avait 18 ans. Il comprenait à l'origine Muir au chant, Mike Bal à la guitare, Carlos "EGIE" Egert à la batterie, et Mike Dunnigan à la basse. Il y eut plusieurs changements de line-up avant que Muir n'embauche Grant Estes (guitare),  Louiche Mayorga (basse) et Amery Smith (batterie). En 1983, ils sortent leur album éponyme avec un succès suscité par la chanson "Institutionalized", pour laquelle ils réalisent une vidéo qui devenir l'une des premières de hardcore punk à recevoir une écoute considérable sur MTV. Ensuite, ils jouent des petits concerts et des festivals à travers le monde. Lorsque l'album "No Mercy" sort en 1987, le guitariste Mike Clark est embauché en tant que deuxième guitariste. Suicidal Tendencies commence à opérer un changement du punk au metal, créant ainsi un croisement entre le thrash et le punk, et plus tard ajouteront des influences funk à leur musique. Robert Trujillo, bassiste de Suicidal Tendencies de 1989-1995, était responsable de cette influence. Ils finiront par former Infectious Grooves pour jouer une musique plus orientée funk. Cité comme l'un des plus importants groupes de crossover thrash[réf. nécessaire], Suicidal Tendencies a été actif jusqu'en 1995, puis reformé deux ans plus tard. Suicidal Tendencies a été en tournée presque chaque année, et jusqu'à la sortie 2013 de leur neuvième album studio 13, ils n'avaient pas sorti un album contenant de nouveaux morceaux depuis plus d'une décennie.

#### Los Cycos
Muir forme Los Cycos en 1984 pendant la première année de leur pause d'enregistrement de quatre ans. Muir démarra le groupe avec le bassiste Louiche Mayorga. Los Cycos se composait à l'origine de Mike Muir (chant), Bob Heathcote (basse), Anthony « Bob » Gallo (guitare) et Amery Smith (batterie). Après quelques répétitions, Amery Smith quitta le line-up, pour rejoindre Jon Nelson et lancer leur propre groupe (The Brood). Los Cycos a regroupé : Grant Estes à la guitare, Gallo (rythme), et les choix originaux de Bob Heathcote et Amery Smith ont été remplacés par Louiche Mayorga (basse) et de Sal Troy de No Mercy (batterie). Les répétitions se sont poursuivies en vue de leur premier enregistrement de Bienvenue à Venise sur Suicidal Records. Avec le line-up définitif établi et deux chansons It's not easy et A little each day, Los Cycos est né. Welcome to Venice a été le premier enregistrement sur Suicidal Records et l'album a également incorporé des bandes de Suicidal Tendencies, Beowulf, No Mercy et Excel. Malheureusement, les masters originaux ont été perdus dans un incendie et aucun effort n'a été fait pour libérer le matériel numérique. Grant Estes a joué toutes les guitares sur les enregistrements.

#### Autres projets musicaux
Muir a sorti des albums solo sous son surnom Cyco Miko et a chanté pour No Mercy. Il remplaça le chanteur originel Kevin Guercio, qui a chanté sur la compilation Welcome to Venice. Cyco Miko a publié trois albums sur le label Suicidal Records. L'album Schizophrenic Born Again Problem Child a été publié en 2001, suivi de 1996 Lost my brain! (Once again). En octobre 2011, un troisième album de Cyco Miko sort, avec des inédits et de la musique nouvellement écrite avec la participation de leur batteur Brooks Wackerman, anciennement membre de Bad 4 Good. Il participera également à Suicidal Tendencies et Infectious Grooves. L'album intitulé The Mad Mad Muir Musical Tour - Part 1 met en vedette les membres du groupe Suicidal Tendencies actuels ainsi que des performances par Fletcher Dragge, Robert Trujillo et Brooks Wackerman. No Mercy sort un seul album avec Muir, Widespread bloodshed / Love Runs Red, sur Suicidal Records.
En 1989, peu de temps après que Robert Trujillo a rejoint Suicidal Tendencies, Muir et Trujillo forment Infectious Grooves, un groupe de metal funk. Leurs albums contiennent des parodies de morceaux tels que Aladdin Sarsippius Sulemenagic Jackson The Third. À ce jour, Infectious Grooves a sorti quatre albums.
Muir fut producteur exécutif de Excel 1987, premier album de Split Image.

## Opinions
Muir est connu pour sa liberté de ton et son point de vue sur l'industrie de la musique ainsi que sur la société. Il a longtemps été un adversaire du Centre de ressources Musique Parents (PMRC), notamment dans des interviews et quelques chansons ("You can't Bring Me Down" et "Lovely"). Muir a été impliqué dans une violente querelle avec le chanteur de Megadeth, Dave Mustaine, lors de la tournée européenne du Choc des Titans. Ils se sont depuis réconciliés et sont apparemment maintenant en bons termes.
Muir a critiqué le groupe Rage Against the Machine, bien connu pour exprimer une politique de gauche dans leurs paroles, mais ont signé chez Epic Records, une filiale de Sony. La chanson d'Infectious Grooves "Do What I Tell Ya!", de leur album Groove Family Cyco, se moque de cette contradiction,. Muir  déclara plus tard que le guitariste de Rage Against The Machine, Tom Morello, avait commencé en attaquant Suicidal Tendencies.

## Discographie sélective
| Année | Nom de l'album                                                      | Groupe                          | Label                           | Rôle de Muir        |
| ----- | ------------------------------------------------------------------- | ------------------------------- | ------------------------------- | ------------------- |
| 1983  | Suicidal Tendencies                                                 | Suicidal Tendencies             | Frontier Records                | Voix                |
| 1985  | Welcome to Venice                                                   | Suicidal Tendencies / Los Cycos | Suicidal Records                | Voix                |
| 1987  | Split Image                                                         | Exceller                        | Suicidal Records / Caroline     | Producteur exécutif |
| 1987  | Widespread Bloodshed Love Runs Red                                  | No Mercy                        | Suicidal Records                | Chant, Producteur   |
| 1987  | Join The Army                                                       | Suicidal Tendencies             | Caroline                        | Voix                |
| 1988  | How Will I Laugh Tomorrow When I Can't Even Smile Today             | Suicidal Tendencies             | Epic                            | Voix                |
| 1989  | Controlled By Hatred/Feel Like Shit...Deja-Vu                       | Suicidal Tendencies             | Epic                            | Voix                |
| 1990  | Lights Camera Revolution                                            | Suicidal Tendencies             | Epic                            | Voix                |
| 1991  | The Plague That Makes Your Booty Move...It's the Infectious Grooves | Infectious Grooves              | Epic                            | Voix                |
| 1992  | The Art Of Rebellion                                                | Suicidal Tendencies             | Epic                            | Voix                |
| 1992  | FNG                                                                 | Suicidal Tendencies             | Epic                            | Voix                |
| 1993  | Sarsippius' Ark                                                     | Infectious Grooves              | Epic                            | Voix                |
| 1993  | Still Cyco After All These Years                                    | Suicidal Tendencies             | Epic                            | Voix                |
| 1994  | Groove Family Cyco                                                  | Infectious Grooves              | Epic                            | Voix                |
| 1994  | Suicidal For Life                                                   | Suicidal Tendencies             | Epic                            | Voix                |
| 1996  | Lost My Brain! (Once Again)                                         | Cyco Miko                       | Epic                            | Voix                |
| 1997  | Friends & Family, Vol. 1                                            | Suicidal Tendencies             | Suicidal Records                | Voix                |
| 1997  | Prime Cuts                                                          | Suicidal Tendencies             | Epic                            | Voix                |
| 1998  | Six the Hard Way                                                    | Suicidal Tendencies             | Suicidal Records                | Voix                |
| 1999  | Freedumb                                                            | Suicidal Tendencies             | Suicidal Records / SideOneDummy | Voix                |
| 2000  | Mas Borracho                                                        | Infectious Grooves              | Suicidal Records                | Voix                |
| 2000  | Free Your Soul and Save My Mind                                     | Suicidal Tendencies             | Suicidal Records                | Voix                |
| 2001  | Schizophrenic Born Again Problem Child                              | Cyco Miko                       | Suicidal Records                | Voix                |
| 2001  | Friends & Family, Vol. 2                                            | Suicidal Tendencies             | Suicidal Records                | Voix                |
| 2008  | When Angels & Serpents Danse                                        | POD                             | Columbia                        | Voix                |
| 2008  | Year Of The Cycos                                                   | Suicidal Tendencies             | Suicidal Records                | Voix                |
| 2010  | No Mercy Fool!/The Suicidal Family                                  | Suicidal Tendencies             | Suicidal Records                | Voix                |
| 2011  | The Mad Mad Muir Musical Tour (Part One)                            | Cyco Miko                       | Suicidal Records                | Voix                |
| 2013  | 13                                                                  | Suicidal Tendencies             | Suicidal Records                | Voix                |
| 2016  | World Gone Mad                                                      | Suicidal Tendencies             |                                 | Voix                |